# كيني مكينلي
كيني مكينلي (بالإنجليزية: Kenny McKinley)‏ هو لاعب كرة قدم أمريكية أمريكي، ولد في 31 يناير 1987 في Mableton, Georgia ‏ في الولايات المتحدة، وتوفي في 20 سبتمبر 2010 في سينتينيال في الولايات المتحدة.

## وصلات خارجية
- كيني مكينلي على موقع مرجع كرة القدم المحترفة.كوم (الإنجليزية)